# Dégelis
Dégelis ist ein Ort im kanadischen Bas-Saint-Laurent, in der Provinz Québec. Er liegt am Lake Témiscouata an der Route 185. 2016 hatte er 2863 Einwohner und erstreckte sich auf einer Fläche von 557,05 Quadratkilometern.